# Jean Kinnman
Jean August Kinnman (i riksdagen kallad Kinnman i Göteborg), född 3 april 1839 i Falun, död 27 december 1908 i Göteborg, var en svensk sjökapten och politiker (liberal). 
Jean Kinnman, som var son till en brukspatron och ångbåtskommissionär, var sjökapten och rederiägare i Göteborg, bland annat som verkställande direktör för Rederi AB Örnen 1892 och Göteborgs nya ångslups AB 1894. Han var också ordförande i Göteborgs Fartygs-Befälhavare Förening.
Han var riksdagsledamot i andra kammaren den 23 januari 1900 till 1902 års utgång för Göteborgs stads valkrets och tillhörde i riksdagen Liberala samlingspartiet. I riksdagen var han bland annat ledamot av 1901–1902 års tillfälliga utskott. Han engagerade sig främst i sjöfartspolitik.